# Stanomino
Stanomino (do 1945 r. niem. Standemin) – wieś w Polsce położona w województwie zachodniopomorskim, w powiecie białogardzkim, w gminie Białogard. W latach 1975–1998 wieś należała do województwa koszalińskiego. W roku 2007 wieś liczyła 701 mieszkańców. Wieś wchodzi w skład sołectwa Laski, jest największą w gminie.

## Geografia
Wieś leży ok. 2 km na północny zachód od Lasek, między Białogardem a Sławoborzem, w pobliżu rzeki Topiel. W okolicy występują torfowiska niskie.

## Historia
Stare lenno rodziny Wopersnow wzmiankowane jest już w 1523 roku. Od 2. poł. XVIII wieku majątek często zmieniał właścicieli. W 1782 r. miejscowość nabyła rodzina von Puttkamer, w roku 1847 Gustav Melms. W 1860 roku mieszkało we wsi 218 osób. Pod koniec XIX wieku Stanomino nabyli von Braunschweigowie, w których władaniu pozostało ono do końca II wojny światowej. Powstanie takich obiektów jak dwóch stodół, obory, jałownik należy odnieść do lat 80. XIX wieku. Dobro Stanomino należało do średnich posiadłości ziemskich w tej części Pomorza. W 1910 roku za Fredricha von Braunschweiga powierzchnia majątku wynosiła 911 ha, w tym gruntów ornych 610 ha, łąk 100 ha, pastwisk 15 ha, lasów 180 ha, wód 2 ha, dróg 4 ha. Po wojnie przez około dwa lata na terenie majątku stacjonowały wojska radzieckie. W 1957 roku utworzono PGR jako samodzielną jednostkę. W dniu 1 lipca 1971 roku utworzono Kombinat Państwowych Gospodarstw Rolnych w Stanominie. Na początku lat 90. XX wieku zlikwidowano KPGR, nieruchomości zostały przejęte przez AWRSP i sprywatyzowane.

## Zabytki
Do wojewódzkiego rejestru zabytków wpisane są:
- kościół ewangelicki, obecnie rzymskokatolicki filialny pod wezwaniem Podwyższenia Krzyża Świętego[4], eklektyczny, późnogotycki z 1572 roku, przebudowany w 1834 r., nr rej. 109 z 30 października 1956 r. Kościół parafialny, rzymskokatolicki należący do dekanatu Białogard, diecezji koszalińsko-kołobrzeskiej, metropolii szczecińsko-kamieńskiej. Wieża kwadratowa z cegły o smukłym ośmiokątnym hełmie wiciowym pochodząca z 1572 roku[5], nawa główna wybudowana w 1750 r., kościół przebudowano w 1834 roku. Kościół jest orientowany, z cegły posiada zabytkowy wystrój, ołtarz główny z 1701 r., chrzcielnica drewniana z 1701 r., ambona barokowa z XVIII wieku. W kościele znajduje się renesansowa płyta nagrobna z piaskowca przedstawiająca rycerza Worpensona w zbroi, z mieczem i hełmem z 1845 roku. Przy kościele znajdował się cmentarz ewangelicki z połowy XIX wieku, obecnie nieczynny oraz stara plebania
- park pałacowy, obecnie sanatoryjny leśny, z połowy XIX wieku, nr rej. 1068 z 8 stycznia 1979. Park o pow. 17,55 ha leży w południowej części wsi nad rzeką Mogilicą, na terenie Nadleśnictwa Białogard i Wojewódzkiego Ośrodka Terapii Uzależnienia od Alkoholu i Współuzależnienia, który jest jednym z największych pracodawców w gminie. Stanowi otoczenie dawnego pałacu i zabudowań byłego Państwowego Gospodarstwa Rolnego. W parku rosną buk czerwonolistnyj i dąb błotny. W runie bardzo licznie bluszcz, konwalia majowa, przytulia wonna i śnieżyczka przebiśnieg. W części zachodniej znajduje się nieczynny cmentarz ewangelicki o pow. 0,25 ha, w runie z bluszczem i konwalią majową

inne zabytki
- pałac to budynek o rzucie nieregularnym, złożonym z prostokątnego korpusu, prostokątnej szerszej od korpusu części zachodniej, pierwotnie z werandą od ściany zachodu (obecnie weranda zabudowa nową przybudówką), okrągłej wieży w narożniku północno-wschodnim i prostokątnej przybudówki od wschodu. Pomiędzy przybudówkami wschodnią a wysuniętą częścią zachodnią pałacu, wzdłuż elewacji wschodniej i południowej, biegnie taras. Korpus pałacu z płytkim ryzalitem na osi poprzecznej od frontu, mieszczącym wejście. Fasada zwrócona na północ. Całkowicie podpiwniczony. Bryła rozczłonkowana. Korpus dwukondygnacyjny, skrzydło zachodnie dwukondygnacyjne z ryzalitem na osi poprzecznej od zachodu, obudowanym w partii przyziemia parterową dobudówką. Piwnice płytko posadowione w częściach bocznych i tylnej pałacu, z racji spadku terenu, są kondygnacją naziemną. Wieża trójkondygnacyjna, przybudówka od południa – jednokondygnacyjna. W skrzydle zachodnim wystawki dachowe od wschodu i zachodu. Poszczególne człony pałacu kryte osobnymi dachami. Otwory prostokątne i zamknięte łukiem pełnym. Układ wnętrz dwutraktowy, z korytarzem rozdzielającym trakty. Wejście główne, przedsionek mieszczący schody wejściowe, hol oraz główna klatka schodowa – na osi poprzecznej korpusu. Dodatkowe klatki schodowe we wieży i w północno-wschodnim narożniku skrzydła. Pałac wybudowano w okresie 2. ćwierci XIX wieku, prawdopodobnie częścią najstarszą jest korpus, a pozostałe człony były dobudowane w ciągu XIX i XX wieku. Po 1945 roku pałac przeszedł na własność państwa. Początkowo stacjonowało w nim wojsko, później funkcjonował jako ośrodek kolonii letnich dla dzieci. W początkach lat siedemdziesiątych obiekt przejęło Ministerstwo Zdrowia i Opieki Społecznej. W latach 1977–1978 przeprowadzono remont budynku, adaptując go dla potrzeb Zakładu Leczenia Odwykowego, który znajduje się tu od 1976 r. Powierzchnia użytkowa 2 900 m²[6].

## Przyroda
Aleje:
- po obu stronach drogi do Kamosowa – lipy drobnolistne oraz klony zwyczajne o długości 2930 m, drzewa o obw. 140–310 cm
- przy drodze do Lasek po jej obu stronach – grupa drzew objętych ochroną w wieku od 300 do 500 lat: 15 dębów o obw. 300–561 cm oraz 20 buków o obw. 200–510 cm
- po obu stronach drogi od północno-zachodniej granicy wsi w kierunku zachodnim aleja – dąb szypułkowy, klon zwyczajny, długość 1250 m, obw. 184–256 cm
- po obu stronach drogi około 500 m na zachód od wsi – dąb szypułkowy, klon zwyczajny, długość 750 m, obw. 190–308 cm.

## Turystyka
Przez Stanomino wiodą dwa lokalne szlaki turystyczne:
- Szlakiem parków, dworów i pałaców – motorowy, nieoznakowany
- Szlakiem krajobrazów i parków Gminy Białogard – rowerowy.

Pagórek kemowy w okolicy to Trudna Góra.

## Gospodarka
W Stanominie znajduje się jednostka Ochotniczej Straży Pożarnej,
We wsi funkcjonują: wodociąg grupowy zaopatrujący wieś oraz Laski i Sińce, zbiorczy system odprowadzania ścieków, mechaniczno-biologiczna oczyszczalnia ścieków (rów cyrkulacyjny) wybudowana w latach 70. oraz kotłownia gazowa. Oba ostatnie zakłady zarządzane są przez Spółdzielnię Mieszkaniową „PRZYSZŁOŚĆ”.
Wieś podłączona jest do sieci gazowej w Ciechnowie.

## Kultura i sport
We wsi jest szkoła podstawowa, stadion sportowy, działa tutaj Gminna Biblioteka Publiczna z czytelnią internetową.
Ludowy Zespół Sportowy we wsi to „Orzeł” Stanomino, należący do Gminnego Zrzeszenia LZS.
Istnieje również Koło Ligi Obrony Kraju.
Corocznie odbywają się tutaj „Turnieje Strzeleckie”.

## Komunikacja
W Stanominie znajduje się przystanek komunikacji autobusowej.